# La Araucana
La Araucana è un poema epico in spagnolo che narra della guerra di Arauco durante la conquista del Cile, scritto da Alonso de Ercilla e pubblicato a Madrid in più parti tra il 1569 e il 1589. Era considerato l'epopea nazionale del Regno del Cile ed è una delle opere più importanti del Siglo de Oro.

## Il poema

### Struttura
La Araucana è composta di 37 canti divisi in tre parti. La prima parte (canti I-XV) fu pubblicata nel 1569, la seconda (canti XVI-XXIX) nel 1578 e la terza (canti XXX-XXXVII) comparve insieme con le prime due nel 1590, seppur con un frontespizio particolare datato 1589. La terza parte ebbe due redazioni: alcuni esemplari dell'edizione contengono 35 canti, mentre in altri esemplari, evidentemente stampati dopo, il canto XXXIV fu ampliato così da ottenere due canti aggiuntivi e il canto XXXV divenne il XXXVII. Il metro è la octava real ("ottava reale"), strofa di otto endecasillabi rimati che imita l'ottava rima italiana, introdotta nella poesia lirica spagnola da Juan Boscán e adottata nell'epica colta da Ercilla, che ne fu il massimo interprete.

### Soggetto trattato
L'opera descrive la fase iniziale della guerra di Arauco, un tentativo di conquista spagnola, non comparabile per importanza a quella di Hernán Cortés che sconfisse gli Aztechi o a quella di Francisco Pizarro che sottomise gli Inca. Contrariamente alle convenzioni epiche del tempo, Ercilla pone le conquiste minori in Cile al centro del poema, dato che lo stesso autore ne fece parte, basandosi quindi sulla propria esperienza.

### Sviluppo
Durante le pause tra le varie battaglie, Ercilla annotò su pezzi di carta ottave in versi riguardanti gli eventi della guerra e quella che fu la sua parte. Queste stanze in seguito furono unite e integrate per dare vita a questa epica. Si tratta del primo poema di questo tipo scritto da un partecipante alla conquista, ed è il primo a immortalare gli inizi di uno stato moderno. Nella cultura del popolo cileno, La Araucana è una specie di Iliade che esalta l'eroismo, l'orgoglio, e nello stesso tempo il dolore e la morte dei leggendari capi Regione dell'Araucaníani, rendendoli oggi eroi nazionali. Quindi vediamo Ercilla che utilizza il concetto del "buon selvaggio", che ebbe la sua origine tra gli autori classici e tornò a nuova vita nel Rinascimento (come nel saggio di Michel de Montaigne intitolato Des Cannibales), per essere poi destinato a diffondersi ampiamente nella cultura letteraria europea due secoli dopo. Ercilla, di fatto, creò un poema storico sulla guerra in Cile che ispirò numerose imitazioni.

### Influenze
La Araucana è volutamente letteraria, e comprende elementi fantastici derivati dalle storie cavalleresche medievali. Il narratore fa parte della storia, caratteristica al tempo innovativa per la letteratura spagnola. Tra le varie opere ispiratrici si trova l'Orlando furioso di Ludovico Ariosto, il quale mostra anche una descrizione dettagliata del paesaggio. Il successo e le debolezze de La Araucana come poema derivano dalla difficile coesistenza di personaggi e situazioni tratti dalle fonti classiche (soprattutto Virgilio e Lucano, entrambi tradotti in spagnolo nel XVI secolo) e dai poeti del rinascimento italiano (Ludovico Ariosto e Torquato Tasso), con il materiale proveniente dalle azioni di spagnoli ed araucaniani contemporanei.
La miscela di temi classici ed araucaniai ne La Araucana appare spesso inusuale al lettore moderno, ma la trasformazione fatta da Ercilla dei nativi in antichi Greci, Romani o Cartaginesi era una tecnica comune per quel tempo. Per Ercilla, gli araucaniani erano nobili e coraggiosi (mancanti solo, come la loro controparte classica, della fede cristiana). Caupolicán, guerriero e capo indiano protagonista del poema di Ercilla, ha dietro di sé una panoplia di eroi classici. Il suo valore e la sua nobiltà danno a La Araucana la sua grandezza, così come fa l'esaltazione poetica dei vinti: gli araucaniani sconfitti sono i campioni del poema, scritto da uno dei vincitori, uno spagnolo. La descrizione fatta da Ercilla di Caupolicán eleva La Araucana sopra i suoi difetti strutturali e i momenti prosaici, che appaiono verso la fine quando Ercilla segue il Tasso troppo fedelmente, e la narrativa si allontana dall'esperienza personale dell'autore. Ercilla, il poeta-soldato, alla fine emerge come il vero eroe del proprio poema, ed è la figura che conferisce all'opera unità e forza.
La storia è considerata la prima o una delle prime opere della letteratura del Nuovo Mondo, assieme ai Naufragi di Álvar Núñez Cabeza de Vaca e alla Historia verdadera de la conquista de la Nueva España di Bernal Díaz del Castillo. L'epica rinascimentale non è un genere che durò per molto tempo, ragion per cui Ercilla e La Araucana non sono universalmente conosciuti al di fuori del Cile, dove viene studiata alla scuola elementare sia per la lingua che per la storia.

## L'autore
Alonso de Ercilla nacque nel 1533 in una famiglia nobile di Madrid, in Spagna. Dopo aver svolto numerose mansioni alla corte del principe Filippo (il futuro re Filippo II di Spagna), il 15 ottobre 1555 salpò da Siviglia alla volta delle Americhe al seguito di Jerónimo de Alderete e arrivò a Panama il 12 marzo 1556. Raggiunse quindi il Perù, dove si mise al servizio di García Hurtado de Mendoza, partecipando alla spedizione militare in Cile per sottomettere gli Araucaniani (Mapuche). Si distinse per il suo valore nel corso della campagna ma, avendo litigato con un compagno, fu condannato a morte nel 1558 dal suo generale. La sentenza fu commutata in incarceramento, ma Ercilla fu subito rilasciato e combatté nella battaglia di Quipeo (14 dicembre 1558). Fu quindi esiliato in Perù e fece ritorno in Spagna nel 1562.
Ercilla incorpora l'ideale rinascimentale dell'essere contemporaneamente uomo d'azione e letterato, come nessun altro prima di lui. Ampiamente acclamato in Spagna, seppe miscelare l'esperienza personale con la tradizione letteraria. In un episodio del romanzo del Don Chisciotte della Mancia di Miguel de Cervantes, un sacerdote e barbiere ispeziona la Biblioteca di Don Chisciotte per bruciare i libri che lo hanno condotto alla pazzia. La Araucana è una delle opere che l'uomo non butta tra le fiamme, definendolo "uno dei migliori esemplari del proprio genere", interamente cristiano e onorevole, proclamandolo tra i migliori poemi in stile eroico mai scritti, sufficientemente buono da poter competere con quelli di Ariosto e Tasso.

## Avvenimenti
Una rivolta scoppiò quando il conquistatore del Cile, Pedro de Valdivia, fu catturato ed ucciso dagli indiani Mapuche. Ercilla incolpa Valdivia della sua stessa morte, avendo trattato male i nativi che in precedenza avevano accettato il dominio spagnolo, e provocandone la ribellione. Avendo però accettato il regno di Carlo V d'Asburgo, gli araucaniani erano ora in rivolta contro il loro legittimo signore. Questa era la posizione etica di Ercilla: simpatia per gli indiani che soffrivano, ammirazione per il coraggio della loro resistenza, critica della crudeltà spagnola, ma lealtà ed accettazione della legittimità della causa spagnola. Nonostante l'obbiettivo di Ercilla fosse la glorificazione dell'esercito spagnolo, le figure dei capi Mapuche, il forte Caupolicán, il brillante Lautaro, il vecchio e saggio Colocolo e il prode Galvarino divennero esempi memorabili.
Tra gli eventi chiave ci furono la cattura ed esecuzione di Pedro de Valdivia, la morte dell'eroe Lautaro nella battaglia di Mataquito e l'esecuzione di Caupolicán, il toqui che aveva guidato la rivolta dei Mapuche (grazie al tradimento di uno dei loro), l'incontro con un mago che porta il narratore in volo sopra la terra per vedere le cose che stanno accadendo in Europa e Medio Oriente, e l'incontro con una donna indiana (Glaura) che stava cercando il marito tra i morti di un campo di battaglia. Quest'ultimo è un indicatore del lato umanista di Ercilla, e della simpatia umana che mostra nei confronti degli indigeni. Il narratore afferma anche di aver tentato di chiedere la grazia per un capo indiano.

## Edizioni
- (ES) La Araucana, Impressa en Madrid, en casa de Pierres Cossin, 1569.
- (ES) Segunda parte de la Araucana, En Madrid, en casa de Pierres Cosin, 1578.
- (ES) Tercera parte de la Araucana, in Primera, segunda y tercera partes de la Araucana, En Madrid, en casa de Pedro Madrigal, 1590,  cc. 367-437.